# Shihane

Shihane est un journal hebdomadaire jordanien, fondé en 1991.
Lors de la Crise internationale des caricatures de Mahomet, Shihane est l'un des deux journaux jordaniens avec Al-Mehwar à avoir publié les caricatures de Mahomet.
Dans le numéro concerné, Jihad Momani, le rédacteur en chef de Shihane pose la question suivante dans un éditorial : « Qu'est ce qui porte plus préjudice à l'islam, ces caricatures ou bien les images d'un preneur d'otage qui égorge sa victime devant les caméras, ou encore un kamikaze qui se fait exploser au milieu d'un mariage à Amman ? ». Le journal Shihane accompagne les caricatures d'un article intitulé "Intifada islamique contre l'atteinte à l'islam", en mettant toutefois le mot "atteinte" entre guillemets. La société éditrice a, par la suite, retiré tous les exemplaires du marché, les remplaçant par une nouvelle édition dans laquelle elle a annoncé le licenciement du rédacteur en chef. Il est limogé dès le 2 février.
Jihad Momani a été arrêté le samedi 4 février samedi en début d’après-midi par le procureur civil Saber al-Rawashdeh.

## Source
1. ↑  Dépêche AFP-Yahoo du 05/02/2006